# Basilodes philobia
Basilodes philobia là một loài bướm đêm trong họ Noctuidae.